# Осада Бухары (1598)
Осада Бухары — решающее сражение казахско-бухарской войны 1598 года. Воспользовавшись после смерти Абдуллы-хана II началом династического кризиса в Бухарском ханстве, хан Казахского ханства Тауекель во главе армии численностью до 70-80 тысяч человек предпринял масштабный поход на Бухару, но не смог взять столицу ханства и отступил.

## Ход событий
В 1598 году Тауекель разбил армию бухарцев между Ташкентом и Самаркандом и, оставив в Самарканде часть войска в под командованием своего брата Есима, сам с войском численностью от семидесяти до восьмидесяти тысяч человек направился к Бухарые. 
В то время в городе находилось не более десяти-пятнадцати тысяч защитников. Пир-Мухаммад-хан и бухарские эмиры решили не покидать город и не вступать в открытое сражение. Вместо этого они приказали укрепить башни и стены Бухары.
Армия Тауекеля осадил город. В течение одиннадцати дней продолжались бои. На двенадцатый день все бухарские силы — воины, витязи и бахадуры —предприняли контратаку и организованно вышли из города. В результате сражения, продолжавшегося весь день, победа осталась за бухарцами. 
Казахское войско отступило. Разгневанный таким исходом, Есим-султан отправил гонца к брату с посланием:
Стыдно и очень стыдно, что столь многочисленное войско, какое было при государе, могло быть разбито горстью бухарцев и вынуждено бежать; если хан явится беглецом в Самарканд, то очень легко может случиться, что самаркандцы не захотят более нам повиноваться. Пусть хан снова идет назад; я с войском, на-ходящимся при мне, соединюсь с ним»
Казахское войско, отступавшее по направлению к Ташкенту, по пути было вынуждено отражать атаки бухарских отрядов.